# Lijst van voetbalinterlands Letland - Montenegro
Deze lijst van voetbalinterlands is een overzicht van alle officiële voetbalwedstrijden tussen de nationale teams van Letland en Montenegro. De landen speelden tot op heden vier keer tegen elkaar. De eerste ontmoeting, een vriendschappelijke wedstrijd, werd gespeeld in Podgorica op 15 augustus 2012. Het laatste duel, een kwalificatiewedstrijd voor het Wereldkampioenschap voetbal 2022, vond plaats op 7 september 2021 in de Montenegrijnse hoofdstad.

## Wedstrijden
| № | Plaats    | Datum            | Competitie           | Wedstrijd            | Uitslag |
| - | --------- | ---------------- | -------------------- | -------------------- | ------- |
| 1 | Podgorica | 15 augustus 2012 | Vriendschappelijk    | Montenegro – Letland | 2 – 0   |
| 2 | Podgorica | 7 oktober 2020   | Vriendschappelijk    | Montenegro − Letland | 1 − 1   |
| 3 | Riga      | 24 maart 2021    | WK 2022 kwalificatie | Letland – Montenegro | 1 – 2   |
| 4 | Posgorica | 7 september 2021 | WK 2022 kwalificatie | Montenegro – Letland | 0 – 0   |

## Samenvatting
| Competitie        | Totaal gespeeld | Winst Letland | Gelijk | Winst Montenegro | Doelsaldo Letland – Montenegro |
| ----------------- | --------------- | ------------- | ------ | ---------------- | ------------------------------ |
| WK-kwalificatie   | 2               | 0             | 1      | 1                | 1 − 2                          |
| Vriendschappelijk | 2               | 0             | 1      | 1                | 1 − 3                          |
| Totaal            | 4               | 0             | 2      | 2                | 2 − 5                          |

## Details

### Eerste ontmoeting
De eerste ontmoeting tussen de nationale voetbalploegen van Montenegro en Letland vond plaats op 15 augustus 2012. Het vriendschappelijke duel, bijgewoond door 4.500 toeschouwers, werd gespeeld in het Stadion Pod Goricom in Podgorica, Montenegro, en stond onder leiding van scheidsrechter Danilo Grujić uit Servië. Hij deelde één gele kaart uit. Bij Montenegro maakten twee spelers hun debuut voor de nationale ploeg: Marko Bakić (FK Mogren Budva) en doelpuntenmaker Filip Kasalica (Rode Ster Belgrado).
| Vriendschappelijk (Podgorica, Montenegro, 15 augustus 2012): |              | |
| Montenegro | 2 – 0        | Letland |
| Stevan Jovetić 63' Filip Kasalica 76' | goals        | |
| Branko Brnović | bondscoach   | Aleksandrs Starkovs |
| Mladen Božović Milan Jovanović 77' Marko Baša 46' Elsad Zverotić Vladimir Volkov Stefan Savić Savo Pavičević Nikola Drinčić 60' Simon Vukčević 73' Stevan Jovetić 79' Andrija Delibašić 65' | opstellingen | Andris Vanins Ritus Krjauklis Oskars Kļava Deniss Ivanovs Vitālijs Smirnovs Aleksandrs Fertovs 46' Artūrs Zjuzins 63' Aleksejs Višņakovs Oļegs Laizāns 63' Artjoms Rudņevs 75' Ivan Lukjanovs |
| Filip Kasalica 46' Milorad Peković 60' Mirko Vučinić 65' Fatos Bećiraj 73' Miodrag Džudović 77' Marko Bakić 79'                                                                             | wissels      | 46' Ritvars Rugins 63' Edgars Gauračs 63' Vladimir Kamešs 75' Māris Verpakovskis |
| | gele kaarten | 20' Oskars Kļava |

### Derde ontmoeting
| WK 2022 kwalificatie (Riga, Letland, 24 maart 2021):         |            |                                       |
| Letland                                                      | 1 – 2      | Montenegro                            |
| Jānis Ikaunieks 40'                                          | doelpunten | 41' Stevan Jovetić 83' Stevan Jovetić |
| - Debuut van Uroš Đurđević (Sporting Gijón) voor Montenegro. |            |                                       |

LFF · A-internationals · Bondscoaches · Statistieken · Lets vrouwenelftal · Olympisch elftal · Letland U21 · Letland U20 · Letland U19 · Letland U18 · Letland U17 · Letland U16
1922 – 1929 ·
1930 – 1940 ·
1950 – 1989 · 
1990 – 1999 ·
2000 – 2009 ·
2010 – 2019 ·
2020 – 2029
EK 1996 · 
EK 2000 · 
EK 2004 · 
EK 2008 · 
EK 2012
WK 1994 · 
WK 1998 · 
WK 2002 · 
WK 2006 · 
WK 2010 · 
WK 2014
OS 1924
1922 · 
1923 · 
1924 · 
1925 · 
1926 · 
1927 · 
1928 · 
1929 · 
1930 · 
1931 · 
1932 · 
1933 · 
1934 · 
1935 · 
1936 · 
1937 · 
1938 · 
1939 · 
1940 · 
1941 · 
1942 · 
1943 · 1944 · 
1945 · 
1946 · 
1947 · 
1948 · 
1949 · 
1950 – 1990 · 
1991 · 
1992 · 
1993 · 
1994 · 
1995 · 
1996 · 
1997 · 
1998 · 
1999 · 
2000 · 
2001 · 
2002 · 
2003 · 
2004 · 
2005 · 
2006 · 
2007 · 
2008 · 
2009 · 
2010 · 
2011 · 
2012 · 
2013 · 
2014 · 
2015 · 
2016 · 
2017 ·
2018 ·
2019 ·
2020 ·
2021 ·
2022
Albanië ·
Andorra ·
Angola ·
Armenië ·
Azerbeidzjan ·
Bahrein ·
België ·
Bolivia ·
Bosnië en Herzegovina ·
Brazilië ·
Bulgarije ·
China ·
Cyprus ·
Denemarken ·
Duitsland ·
Engeland ·
Estland ·
Faeröer · 
Finland ·
Frankrijk ·
Georgië ·
Ghana ·
Gibraltar ·
Griekenland ·
Honduras ·
Hongarije ·
Ierland ·
IJsland ·
Israël ·
Japan ·
Kazachstan ·
Koeweit ·
Kosovo ·
Kroatië ·
Liechtenstein ·
Litouwen ·
Luxemburg ·
Malta ·
Moldavië ·
Montenegro ·
Nederland ·
Noord-Ierland ·
Noord-Korea ·
Noord-Macedonië ·
Noorwegen ·
Oekraïne ·
Oezbekistan · 
Oman ·
Oostenrijk ·
Polen ·
Portugal ·
Qatar ·
Roemenië · 
Rusland ·
San Marino ·
Saoedi-Arabië ·
Schotland ·
Slovenië ·
Slowakije ·
Spanje ·
Thailand ·
Tsjechië ·
Tunesië ·
Turkije ·
Verenigde Staten ·
Wales ·
Wit-Rusland ·
Zuid-Korea ·
Zweden ·
Zwitserland
FSCG · A-internationals · Bondscoaches · Statistieken · Montenegrijns vrouwenelftal · Montenegro U21 · Montenegro U20 · Montenegro U19 · Montenegro U17 · Servië en Montenegro U19 · Servië en Montenegro U17
2003 – 2006** · 
2007 – 2009 · 
2010 – 2019 ·
2020 − 2029
EK 2008 · 
EK 2012 · 
EK 2016
WK 2006** · 
WK 2010 · 
WK 2014 · 
WK 2018
OS 2004** · 
OS 2008 · 
OS 2012 · 
OS 2016
2007 · 
2008 · 
2009 · 
2010 · 
2011 · 
2012 · 
2013 · 
2014 · 
2015 · 
2016 · 
2017 ·
2018 ·
2019 ·
2020 ·
2021 ·
2022 ·
2023
Albanië ·
Armenië ·
Azerbeidzjan ·
België · 
Bosnië en Herzegovina ·
Bulgarije ·
Colombia ·
Cyprus ·
Denemarken · 
Engeland ·
Estland ·
Faeröer ·
Finland ·
Georgië ·
Ghana ·
Gibraltar ·
Griekenland ·
Hongarije ·
Ierland ·
IJsland ·
Iran · 
Israël ·
Italië ·
Japan ·
Kazachstan ·
Kosovo ·
Letland ·
Libanon ·
Liechtenstein ·
Litouwen ·
Luxemburg ·
Moldavië ·
Nederland ·
Noord-Ierland ·
Noord-Macedonië ·
Noorwegen ·
Oekraïne ·
Oezbekistan ·
Oostenrijk ·
Polen ·
Roemenië ·
Rusland · 
San Marino ·
Servië ·
Slovenië ·
Slowakije ·
Tsjechië ·
Turkije ·
Wales ·
Wit-Rusland ·
Zweden ·
Zwitserland
Argentinië (2006) · 
Ivoorkust (2006) · 
Nederland (2006)
** - Onder de naam Servië en Montenegro